# Thomas P. Carney

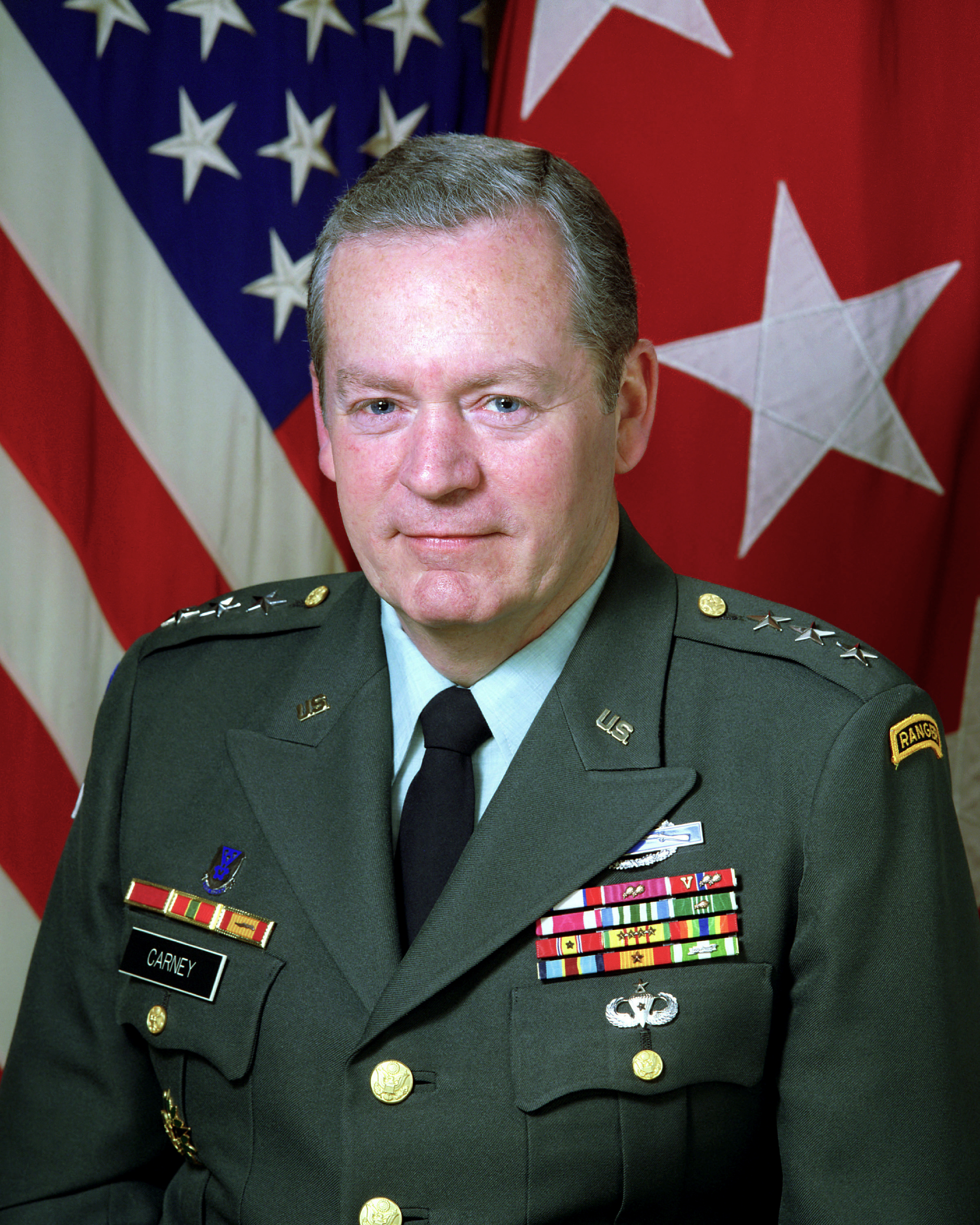
Thomas P. Carney (1992)

Thomas Patrick Carney (* 19. Juni 1941 in Cleveland, Ohio; † 20. Juli 2019 in Naples, Florida) war ein Generalleutnant der United States Army. Er war unter anderem Kommandeur der 5. Infanteriedivision.

## Leben
In den Jahren 1959 bis 1963 durchlief Thomas Carney die United States Military Academy in West Point. Nach seiner Graduation wurde er als Leutnant in das Offizierskorps des US-Heeres aufgenommen. In der Army durchlief er anschließend alle Offiziersränge vom Leutnant bis zum Drei-Sterne-General. Im Lauf seiner militärischen Karriere absolvierte Carney verschiedene Kurse und Schulungen. Dazu gehörten unter anderem der Infantry Officer Basic Course, der Armor Officer Advanced Course, das Armed Forces Staff College, das United States Army War College und die Naval Postgraduate School. Außerdem wurde er zum Fallschirmspringer ausgebildet und später auch bei Luftlandeeinheiten eingesetzt.
In seinen jüngeren Jahren absolvierte er den für Offiziere in den niederen Rangstufen üblichen Dienst in unterschiedlichen Einheiten und Standorten. Dazu gehörten auch Aufgaben als Stabsoffizier in verschiedenen Hauptquartieren. Er war zweimal im Vietnamkrieg eingesetzt. Dort diente er unter anderem in der 173. Luftlandebrigade und später als Stabsoffizier im Hauptquartier der amerikanischen Truppen (Military Assistance Command, Vietnam).
In den Jahren 1973 bis 1977 gehörte er dem Stab des United States Army Training and Doctrine Commands (TRADOC) an und zwischen 1980 und 1983 diente er im Stab des Chief of Staff of the Army. Dazwischen kommandierte er die 3. Brigade der 2. Infanteriedivision, die in Südkorea stationiert war. Nach zwischenzeitlichen anderen Verwendungen wurde Thomas Carney zum United States Army Recruiting Command versetzt, das dem TRADOC unterstand. In dieser Organisation diente er von 1987 bis 1989 als Kommandeur der Unterabteilung West (Deputy Commander - West).
Zwischen dem 5. Juni 1989 und dem 17. Juli 1990 kommandierte er die 5. Infanteriedivision. Diese Division war damals mit Soldaten ihrer 1. und 2. Brigade an der US-Invasion in Panama beteiligt. Seine letzte militärische Aufgabe war die Leitung der Stabsabteilung G1 (Personal) im Heeresministerium. Dieses Amt bekleidete er in den Jahren 1992 bis 1994. Anschließend ging er in den Ruhestand. Im Verlauf seiner Dienstzeit war er auch Leiter der Stabsabteilung G3 (Operationen) der 82. Luftlandedivision. Die genaue zeitliche Einordnung dieser Tätigkeit wird in den Quellen nicht angegeben.
Nach seiner Pensionierung war Thomas Carney als Berater für verschiedene Firmen tätig. Zudem engagierte er sich in verschiedenen gesellschaftlichen Organisationen. Zeitweise war er für die Library of Congress als CEO tätig. Er gehörte auch dem Vorstand der Non-Profit-Organisation Army Emergency Relief an. Er starb am 20. Juli 2019 und wurde auf dem Nationalfriedhof Arlington beigesetzt.

## Orden und Auszeichnungen
Thomas Carney erhielt im Lauf seiner militärischen Laufbahn unter anderem folgende Auszeichnungen:
- Army Distinguished Service Medal
- Legion of Merit
- Bronze Star Medal
- Meritorious Service Medal
- Joint Service Commendation Medal
- Army Commendation Medal